# Alfabeto cirílico arcaico
El alfabeto cirílico original (Словѣньска азъбоукꙑ) fue un sistema de escritura que se usó por primera vez en el Primer Imperio Búlgaro (siglo X) para escribir en el antiguo eslavo eclesiástico, idioma litúrgico.
Cuando el Cristianismo fue establecida como la religión oficial del estado en el año 864, el Knyaz (príncipe) Boris I acometió la creación del alfabeto. Clemente de Ohrid de Macedonia,  desarrolló el alfabeto y lo nombró en honor a su maestro, San Cirilo. San Cirilo fue un misionero al que, junto con su hermano Metodio, se le considera inventor del alfabeto glagolítico, un primitivo alfabeto eslavo. El alfabeto cirílico se basa sobre todo en los alfabetos griego y hebreo, y con influencia del glagolítico.
Desde su creación, el alfabeto cirílico se ha adaptado a los cambios en el lenguaje hablado, ha desarrollado variaciones regionales para adaptarse al idioma del lugar, y ha sido objeto de reformas académicas y decretos políticos. Variantes del alfabeto cirílico son utilizadas para escribir en idiomas del este de Eurasia

## Numerales, diacríticos y puntuación
A cada letra le correspondía un valor numérico, heredado de la correspondiente letra griega. Un titlo sobre la secuencia de letras indicaba su uso como número. Véase Numeración cirílica, Titlo.
Se usaban también varios signos diacríticos, adoptados del Sistema politónico griego (puede que estos diacríticos no aparezcan correctamente en todos los navegadores de Internet; deben estar directamente encima de la letra, no arriba a la derecha):
а́  oksia (acento agudo), indicando la sílaba tónica (Unicode U+0341)
а̀  varia (acento grave), indicando que la sílaba tónica es la última (U+0340)
а҄  kamora, indicando palatalización (U+0484), similar a un breve invertido
а҅  dasy pneuma, marca aproximada de respiración (U+0485)
а҆  zvatel'tse, o psilon pneuma, marca suave de respiración (U+0486)
а҃  titlo, indicando abreviaturas, o letras usadas como numerales (U+0483)
ӓ  trema, diéresis (U+0308)
а҆́  Combinación de zvatel'tse con oksia llamada iso.
а҆̀  Combinación de zvatel'tse con varia llamada apostrof.
Signos de puntuación:
·  Punto medio (U+0387), utilizado para separar palabras
,  coma (U+002C)
.  punto (U+002E)
։  punto armenio (U+0589), parecido a los dos puntos
჻  separador de párrafo georgiano (U+10FB)
⁖  tres puntos en triángulo (U+2056, añadido en Unicode 4.1)
⁘  cuatro puntos en rombo (U+2058, añadido en Unicode 4.1)
⁙  cinco puntos (U+2059, añadido en Unicode 4.1)
;  interrogación griega (U+037E), parecido al punto y coma
!  exclamación (U+0021)
La versión 5.1 del estándar Unicode para la codificación de texto, lanzada el 4 de abril de 2008, introduce grandes adiciones para representar caracteres del alfabeto cirílico arcaico. 

## El alfabeto
| Grafía | Unicode   | Nombre (cirílico) | Nombre (translit.) | Nombre (IPA)         | translit.   | IPA                   | Origen                                                                            | Numeral |
| ------ | --------- | ----------------- | ------------------ | -------------------- | ----------- | --------------------- | --------------------------------------------------------------------------------- | ------- |
|        | А а       | азъ               | azŭ                | [aʒŭ]                | a           | [a]                   | alfa (Α, α) griega                                                                | 1       |
|        | Б б       | боукы             | buky               | [buky], [bukŭi]      | b           | [b]                   | beta (Β, β) griega                                                                |         |
|        | В в       | вѣдѣ              | vědě               | [vædæ]               | v           | [v]                   | beta (Β, β) griega                                                                | 2       |
|        | Г г       | глаголи           | glagoli            | [glagoli]            | g           | [g]                   | gamma (Γ, γ) griega                                                               | 3       |
|        | Д д       | добро             | dobro              | [dobro]              | d           | [d]                   | delta (Δ, δ) griega                                                               | 4       |
|        | Є є       | єсть              | estĭ               | [ɛstĭ]               | e           | [ɛ]                   | epsilon (Ε, ε) griega                                                             | 5       |
|        | Ж ж       | живѣтє            | živěte             | [ʒivætɛ]             | ž, zh       | [ʒ]                   | zhivete (Ⰶ ?) glagolítica;                                                        |         |
|        | Ѕ ѕ / Ꙃ ꙃ | ѕѣло              | dzělo              | [ʣælo]               | dz          | [dz]                  |                                                                                   | 6       |
| [ 1 ]  | З з / Ꙁ ꙁ | земля             | zemlja             | [zemlja]             | z           | [z]                   | dseta (Ζ, ζ) griega                                                               | 7       |
|        | И и       | ижє               | iže                | [iʒɛ]                | i           | [i]                   | eta (Η, η) griega                                                                 | 8       |
|        | І і / Ї ї | и/ижеи            | i/ižei             | [i, iʒɛі             | i, I        | [i]                   | iota (Ι, ι) griega                                                                | 10      |
|        | К к       | како              | kako               | [kako]               | k           | [k]                   | kappa (Κ, κ) griega                                                               | 20      |
|        | Л л       | людиѥ             | ljudije            | [ljudijɛ]            | l           | [l]                   | lambda (Λ, λ) griega                                                              | 30      |
|        | М м       | мыслитє           | myslite            | [myslitɛ]/[mŭislitɛ] | m           | [m]                   | mu (Μ, μ) griega                                                                  | 40      |
|        | Н н       | нашь              | našĭ               | [naʃĭ]               | n           | [n]                   | nu (Ν, ν) griega                                                                  | 50      |
|        | О о       | онъ               | onŭ                | [onŭ]                | o           | [o]                   | ómicron (Ο, ο) griega                                                             | 70      |
|        | П п       | покои             | pokoi              | [pokoj]              | p           | [p]                   | pi (Π, π) griega                                                                  | 80      |
|        | Р р       | рьци              | rĭci               | [rĭʦi]               | r           | [r]                   | ro (Ρ, ρ) griega                                                                  | 100     |
|        | С с       | слово             | slovo              | [slovo]              | s           | [s]                   | sigma lunate (Ϲ, ϲ) griega                                                        | 200     |
|        | Т т       | тврьдо            | tvrdo              | [tvr̥do]              | t           | [t]                   | tau (Τ, τ) griega                                                                 | 300     |
| [ 2 ]  | Ѹ ѹ / Ꙋ ꙋ | оукъ              | ukŭ                | [ukŭ]                | u           | [u]                   | ómicron-ípsilon (ΟΥ, ου) griegas                                                  |         |
|        | Ф ф       | фрьтъ             | frtŭ               | [fr̤̥tŭ]               | f           | [f]                   | fi (Φ, φ) griega                                                                  | 500     |
|        | Х х       | хѣръ              | xěrŭ               | [xærŭ]               | x           | [x]                   | ji (Χ, χ) griega                                                                  | 600     |
|        | Ѡ ѡ       | отъ               | otŭ                | [otŭ]                | ō, w        | [oː]                  | omega (Ω, ω) griega                                                               | 800     |
|        | Ц ц       | ци                | ci                 | [ʦi]                 | c           | [ʦ]                   | tsi (Ⱌ ?) glagolítica, de la hebrea final tzadi ץ                                 | 900     |
|        | Ч ч       | чрьвь             | črvĭ               | [ʧr̤̥vĭ]               | č, ch       | [ʧ]                   |                                                                                   | 90      |
|        | Ш ш       | ша                | ša                 | [ʃa]                 | š, sh       | [ʃ]                   | sha (Ⱎ) glagolítica, de la hebrea shin ש (posiblemente a través del copto shai Ϣ) |         |
|        | Щ щ       | шта               | šta                | [ʃta]                | št, sht     | [ʃt]                  | ligadura Ш-Т, de la shta glagótica Ⱋ                                              |         |
|        | Ъ ъ       | ѥръ               | jerŭ               | [jɛrŭ]               | ŭ, u:       | [ŭ]                   |                                                                                   |         |
|        | Ꙑ ꙑ       | ѥры               | jery               | [jɛry]               | y           | [y], or possibly [ŭi] | ligadura ЪI o ЪИ                                                                  |         |
|        | Ь ь       | ѥрь               | jerĭ               | [jɛrĭ]               | ĭ, i:       | [ĭ]                   |                                                                                   |         |
|        | Ѣ ѣ       | ять               | jatĭ               | [jatĭ]               | ě           | [æ]                   |                                                                                   |         |
|        | Ю ю       | ю                 | ju                 | [ju]                 | ju          | [iu]                  | ligadura I-ОУ, perdiendo У                                                        |         |
|        | ꙗ         | я                 | ja                 | [ja]                 | ja          | [ia]                  | ligadura I-А                                                                      |         |
| [ 3 ]  | Ѧ ѧ       | ѧсъ               | ęsŭ                | [ɛ̃sŭ]                | ę, ẽ        | [ɛ̃]                   |                                                                                   |         |
| [ 4 ]  | Ѩ ѩ       | ѩсъ               | jęsŭ               | [jɛ̃sŭ]               | ję, jẽ      | [jɛ̃]                  | ligadura I-Ѧ                                                                      |         |
| [ 5 ]  | Ѫ ѫ       | ѫсъ               | ǫsŭ                | [ɔ̃sŭ]                | ǫ, õ        | [ɔ̃]                   |                                                                                   |         |
| [ 6 ]  | Ѭ ѭ       | ѭсъ               | jǫsŭ               | [jɔ̃sŭ]               | jǫ, jõ      | [jɔ̃]                  | ligadura I-Ѫ                                                                      |         |
|        | Ѯ ѯ       | кси               | ksi                | [ksi]                | ks          | [ks]                  | xi (Ξ, ξ) griega                                                                  | 60      |
|        | Ѱ ѱ       | пси               | psi                | [psi]                | ps          | [ps]                  | psi (Ψ, ψ) griega                                                                 | 700     |
|        | Ѳ ѳ       | фита              | fita               | [fita]               | θ, th, T, F | [t]/[θ]/[f]           | zeta (Θ, θ) griega                                                                | 9       |
|        | Ѵ ѵ       | ижица             | ižica              | [iʒiʦa]              | ü           | [ɪ], [y]              | ípsilon (Υ, υ) griega                                                             | 400     |
|        | Ѥ ѥ       | ѥ                 | jeː                | [jɛ]                 | je          | [iɛ]                  | ligadura І-Є                                                                      |         |
| [ 7 ]  | Ћ ћ       | гѥрв              | gerv, gjerv        | [ʤɛrv], [djɛrv]      | đ, dj       | [ʤ], [dj]             | tshe (Ћ, ћ) serbia                                                                |         |
|        | Ѿ ѿ       | отъ               | otŭ                | [otŭ]                | ōt, wt      | [otŭ]                 | ligadura Ѡ-Т                                                                      |         |
| [ 8 ]  | Ѽ ѽ       |                   |                    |                      |             |                       | Amplia omega con psili pneuma y pokrytia                                          |         |